# Bahnstrecke Khlong Sip Kao–Kaeng Khoi
| Phra Phutthachai-Tunnel |                     |                                                |                                                |
| Streckenlänge: | 83 km               |                                                |                                                |
| Spurweite: | 1000 mm (Meterspur) |                                                |                                                |
| |                     |                                                |                                                |
| \| \| \| Ostbahn von Bangkok Hua Lamphong \| \| \| \| 85,60 \| Khlong Sip Kao \| Khlong Sip Kao \| \| \| \| Ostbahn nach Aranyaprathet \| \| \| \| 94,64 \| Khlong Hok Wa (200 m) \| Khlong Hok Wa (200 m) \| \| \| 98,53 \| Khlong 22 (107,5 m) \| Khlong 22 (107,5 m) \| \| \| 102,41 \| Khlong 23 (199 m) \| Khlong 23 (199 m) \| \| \| 105,77 \| Khlong 24 (102,5 m) \| Khlong 24 (102,5 m) \| \| \| 109,19 \| Khlong 25 (300 m) \| Khlong 25 (300 m) \| \| \| 113,02 \| Khlong Rangsit Prayunsak u. Straße 305 (950 m) \| Khlong Rangsit Prayunsak u. Straße 305 (950 m) \| \| \| 115,00 \| Ongkharak \| Ongkharak \| \| \| 116,32 \| Khlong 29 (337 m) \| Khlong 29 (337 m) \| \| \| 138,40 \| Wihan Daeng \| Wihan Daeng \| \| \| 147,08 \| Phra Phutthachai-Tunnel[Anm. 1](1197 m) \| Phra Phutthachai-Tunnel[Anm. 1](1197 m) \| \| \| 148,28 \| \| \| \| \| 149,00 \| Bu Yai \| Bu Yai \| \| \| \| Nordostbahn von Bangkok Hua Lamphong \| \| \| \| 168,44 \| Kaeng Khoi \| Kaeng Khoi \| \| \| \| Güterumgehungsstrecke nach Nong Khai \| \| \| \| \| Nordostbahn nach Nakhon Ratchasima \| \| |                     |                                                |                                                |
| Strecke |                     | Ostbahn von Bangkok Hua Lamphong               | Ostbahn von Bangkok Hua Lamphong               |
| Bahnhof | 85,60               | Khlong Sip Kao                                 | Khlong Sip Kao                                 |
| Abzweig geradeaus und nach rechts |                     | Ostbahn nach Aranyaprathet                     | Ostbahn nach Aranyaprathet                     |
| Brücke über Wasserlauf | 94,64               | Khlong Hok Wa (200 m)                          | Khlong Hok Wa (200 m)                          |
| Brücke über Wasserlauf | 98,53               | Khlong 22 (107,5 m)                            | Khlong 22 (107,5 m)                            |
| Brücke über Wasserlauf | 102,41              | Khlong 23 (199 m)                              | Khlong 23 (199 m)                              |
| Brücke über Wasserlauf | 105,77              | Khlong 24 (102,5 m)                            | Khlong 24 (102,5 m)                            |
| Brücke über Wasserlauf | 109,19              | Khlong 25 (300 m)                              | Khlong 25 (300 m)                              |
| Brücke über Wasserlauf | 113,02              | Khlong Rangsit Prayunsak u. Straße 305 (950 m) | Khlong Rangsit Prayunsak u. Straße 305 (950 m) |
| Dienststation / Betriebs- oder Güterbahnhof | 115,00              | Ongkharak                                      | Ongkharak                                      |
| Brücke über Wasserlauf | 116,32              | Khlong 29 (337 m)                              | Khlong 29 (337 m)                              |
| Dienststation / Betriebs- oder Güterbahnhof | 138,40              | Wihan Daeng                                    | Wihan Daeng                                    |
| Tunnelanfang | 147,08              | Phra Phutthachai-Tunnel(1197 m)                | Phra Phutthachai-Tunnel(1197 m)                |
| Tunnelende | 148,28              |                                                |                                                |
| Dienststation / Betriebs- oder Güterbahnhof | 149,00              | Bu Yai                                         | Bu Yai                                         |
| Abzweig geradeaus, nach links und von links |                     | Nordostbahn von Bangkok Hua Lamphong           | Nordostbahn von Bangkok Hua Lamphong           |
| Bahnhof | 168,44              | Kaeng Khoi                                     | Kaeng Khoi                                     |
| Abzweig geradeaus und nach links |                     | Güterumgehungsstrecke nach Nong Khai           | Güterumgehungsstrecke nach Nong Khai           |
| Strecke |                     | Nordostbahn nach Nakhon Ratchasima             | Nordostbahn nach Nakhon Ratchasima             |

Die Bahnstrecke Khlong Sip Kao–Kaeng Khoi (auch: Khlong 19–Kaeng Khoi) ist eine Güterumgehungsbahn des Großraums Bangkok im Eisenbahnverkehr zwischen den Überseehäfen an der Ostküste des Golfs von Thailand, Laem Chabang und Map Ta Phut, sowie dem Norden des Landes. Sie gehört zum Netz der Thailändischen Staatsbahn. Die Kilometrierung der Strecke erfolgt von Bangkok Hua Lamphong aus.

## Geschichte
Nachdem die Bahnstrecke Chachoengsao Junction–Sattahip zu den Seehäfen 1990 insgesamt in Betrieb ging, sollte der Verkehrsknoten Bangkok von dem Verkehr zur Nordbahn und Nordostbahn entlastet werden. Der Bau der dafür erforderlichen Spange zwischen Ostbahn einerseits, Nord- und Nordostbahn andererseits, war aufgrund des Geländes technisch relativ aufwändig. Zahlreiche größere Brückenbauten mussten im südlichen, durch flaches Gelände verlaufenden Abschnitts wegen der zahlreichen Khlongs errichtet werden. Im gebirgigen nördlichen Abschnitt entstand dagegen mit dem 1197 m langen Phra Phutthachai-Tunnel der zweitlängste Eisenbahntunnel Thailands. Die Strecke wurde am 19. August 1995 eröffnet. Sie dient ausschließlich dem Güterverkehr und wurde ohne Steigungen angelegt, um den Einsatz von Schiebelokomotiven oder die Verkürzung von Güterzügen zu vermeiden.
Durch den zunehmende Güterverkehr mit Laos und China durch die Inbetriebnahme der China-Laos-Eisenbahn Ende 2021 wird die eingleisige Bahnstrecke streckenweise zweigleisig ausgebaut und der Phra Phutthachai-Tunnel wird um eine zweite Tunnelröhre erweitert.